# Арсе Гомес, Луис
Луис Арсе Гомес (исп. Luis Arce Gómez; 1938, Сукре — 30 марта 2020, Ла-Пас) — боливийский военный и ультраправый политик, министр внутренних дел в правительстве генерала Гарсиа Меса 1980 года. Один из ведущих деятелей «гарсиамесистского» режима 1980—1981 годов. Осуждён в США за активное участие в незаконном обороте наркотиков, длительное время находился в заключении. В 2009 году экстрадирован в Боливию, где осуждён за геноцид, политические убийства и нарушения прав человека. Отбывал 30-летний тюремный срок.

## Происхождение и юность
Родился в семье офицера боливийской армии. Двоюродный брат Луиса Арсе Гомеса по материнской линии — Роберто Суарес Гомес — известен как один из лидеров местной наркомафии. Луис Арсе Гомес окончил военное училище, в 17-летнем возрасте поступил на военную службу в звании лейтенанта. В 1960 году был изгнан из армии за домогательства к дочери начальника. Работал фотографом в католической организации Ла-Паса, специализировался на социальной проблематике. Отличался маргинальным беспорядочным образом жизни.

## Военная и дипломатическая служба
В 1964 году Луис Арсе Гомес активно поддержал военный переворот генерала Рене Баррьентоса. Был восстановлен в армии с повышением в звании. После прихода к власти генерала Альфредо Овандо в 1969 руководил президентской службой безопасности. По некоторым данным, выполнял поручения, связанные с политическими убийствами.
После свержения в 1970 Овандо был направлен послом в Испанию. Вместе с ним в посольство перебрался Арсе Гомес. Продолжал в Мадриде военное образование до 1974 года. Вернувшись в Боливию, Арсе Гомес служил в военной разведке, руководил профильным отделом генерального штаба. При этом он активно включился в наркобизнес, участвовал в незаконном обороте кокаина. Установил прочные связи в боливийской организованной преступности. Получил воинское звание полковника.

## Член правительства. Политика и криминал
Луис Арсе Гомес придерживался ультраправых антикоммунистических взглядов. В ноябре 1979 года он участвовал в военном путче полковника Альберто Натуша. Входил в окружение генерала Луиса Гарсиа Месы, лидера крайне правых сил Боливии. В январе 1980 года Арсе Гомес вместе с Гарсиа Месой составил «чёрный список» из 115 человек (левые политики и профсоюзные активисты, симпатизирующие им военные, журналисты, священники), подлежащих нейтрализации и ликвидации после захвата власти.
17 июля 1980 в Боливии произошёл военный переворот. К власти пришла военная хунта во главе с генералом Гарсиа Месой. Переворот сопровождался кровопролитными вооружёнными столкновениями и репрессиями. Полковник Арсе Гомес сыграл важную роль в событиях, организовав привлечение криминалитета на сторону хунты. По его личному приказу был освобождён из тюрьмы криминальный авторитет Фернандо Монрой Мунгиа (по кличке Mosca — «Муха»), возглавивший вооружённое формирование гражданских боевиков — уголовников и членов фашистской партии Боливийская социалистическая фаланга. Фигуры Гарсиа Месы, Арсе Гомеса и Монроя Мунгиа символизировали идеологию и систему гарсиамесизма как «гангстерско-фашистского эксперимента», специфического общественного устройства, основанного на симбиозе военной диктатуры с криминальными сообществами.
В правительстве Гарсиа Месы Луис Арсе Гомес занял пост министра внутренних дел. Он возглавлял массированную кампанию репрессий летом—осенью 1980. На него персонально возлагается ответственность за убийства таких известных деятелей, как лидер социалистической партии и писатель Марсело Кирога, священник Луис Эспиналь (похищен и убит до переворота, в марте 1980), активист Боливийского рабочего центра (БРЦ) Карлос Флорес — в общей сложности 93 человек. Из них 41 погибли при штурме здания БРЦ войсками Арсе Гомеса и боевиками Монроя Мунгиа. Общее количество погибших определяется в 2258 человек, заключённых — в 4000.

Пусть все они ходят с завещанием под мышкой.

Луис Арсе Гомес

Во главе МВД, находясь на этом посту всего три месяца, полковник Арсе Гомес организовал боливийскую наркомафию в упорядоченную систему, во главе которой стояли он сам и Роберто Суарес Гомес. Арсе Гомес располагал авиапарком из двенадцати самолётов, используемых для перевозки наркотиков, и двумя фабриками переработки кокаина. Получил прозвище «кокаиновый министр» (события 17 июля 1980 называют «кокаиновым переворотом»). По той же модели постепенно была организована криминальная деятельность в иных доходных сферах — торговле энергоносителями, рэкете и т. д. Организованный криминал, охвативший заметную часть населения страны, стал основной социальной базой «гарсиамесизма». При этом необходимо отметить, что таким образом сформировалась специфическая модель общественного самоуправления, адекватная состоянию общества и идеологии «национальной реконструкции».

Во главе традиционной наркомафии стал министр внутренних дел полковник Луис Арсе Гомес, деловой партнёр Мунгиа-Мухи. И организовал, кстати, систему отчислений из прибыли наркобаронов на социальные нужды.

В то же время Армандо Арсе Гомес — брат Луиса Арсе Гомеса — считает сильно преувеличенной репутацию «кокаинового короля». По его мнению, идейный антикоммунизм брата, его армейская прямолинейность, личная преданность Гарсиа Месе были цинично использованы подлинными главарями наркомафии.

## Эмиграция и тюрьма
В 1981 году, после отставки Гарсиа Месы, полковник Арсе Гомес бежал в Аргентину, где хунта генерала Виолы предоставила ему политическое убежище. Американская юстиция возбудила против него уголовное преследование за контрабанду наркотиков. В 1989 году Арсе Гомес был арестован в Аргентине и экстрадирован в США, где приговорён к 25 годам тюрьмы. Более 15 лет отбывал заключение в Майами. Досрочно освободившись в 2007 году, запросил политического убежища в США, но получил отказ.
Боливийский суд заочно осудил Арсе Гомеса в 1993 году по обвинениям в политических убийствах, нарушениях прав человека и геноциде. Боливийский Суд вынес ему приговор к 30 годам заключения. 9 июля 2009 Арсе Гомес был передан американцами в руки боливийского правосудия (левый и антиамериканский президент Эво Моралес выразил за это благодарность США). Отбывает срок в тюрьме Чончокоро близ Ла-Паса. В той же тюрьме до своей кончины находился Луис Гарсиа Меса.
В сентябре 2010 года Луис Арсе Гомес заявил, что может дать дополнительные показания (например, о местах захоронений) при условии получения преимуществ в условиях жизни. Власти Боливии расценили это как шантаж.
В январе 2017 итальянский суд заочно приговорил к пожизненному заключению восьмерых высокопоставленных военных из Боливии, Чили, Перу и Уругвая. Они были признаны виновными в похищениях и убийствах граждан Италии в ходе Операции «Кондор». В числе осуждённых значились Луис Гарсиа Меса и Луис Арсе Гомес.

## Смерть
Длительное время Луис Арсе Гомес был подвержен тяжёлым заболеваниям. Будучи уволенным из рядов вооружённых сил, он не имел права на лечение в военном госпитале и периодически помещался в различные больницы на общих основаниях. Умер 82-летний Арсе Гомес в клинической больнице Ла-Паса от диабета, острой почечной недостаточности и септического шока.